# خانه مامان بزرگ ۲
خانه مامان بزرگ ۲ (به انگلیسی: Big Momma's House 2) فیلمی کمدی _پلیسی محصول سال ۲۰۰۶ به کارگردانی جان وایتسل است. در این فیلم مارتین لارنس ، نیا لانگ ، امیلی پروتکتر ، زکری لوی ، کلویی مورتز ، کت دنینگ ، ماریسول نیکولز ، مارک موسس ، جاشا واشنگتن بازی کردند.
قسمت اول این فیلم خانه مامان بزرگ نام داردو قسمت سوم آن مامان بزرگ است.

## خلاصه داستان
مالکوم ترنر (مارتین لارنس) یک مامور اف‌بی‌آی است. او کارش را از دست داده ولی به طور تصادفی درجریان یک عملیات قرار میگیرد به همین خاطر تصمیم می‌گیرد با پوشیدن لباس مبدل خودش را دوباره به شکل یک مادر درآورد تا بتواند در این عملیات شرکت کند و خودش را جای پرستار بچه جا بزند و......